# Hermann Paul Müller
Hermann Paul Müller (Bielefeld, 21 novembre 1909 – Ingolstadt, 30 dicembre 1975) è stato un pilota motociclistico tedesco.
Nel 1955 ha vinto il Gran Premio di Germania, nella stessa stagione laureandosi campione del mondo in classe 250, alla guida di una NSU, ed entrando nella storia del motociclismo sportivo quale pilota più anziano ad aggiudicarsi un campionato del Motomondiale.

## Biografia
La carriera nel motociclismo per Müller era cominciata nel 1929 per registrare il primo successo importante con la conquista del titolo nazionale tedesco nei sidecar nel 1932: un secondo titolo lo conquistò invece nel 1936, stavolta nella Classe 500.

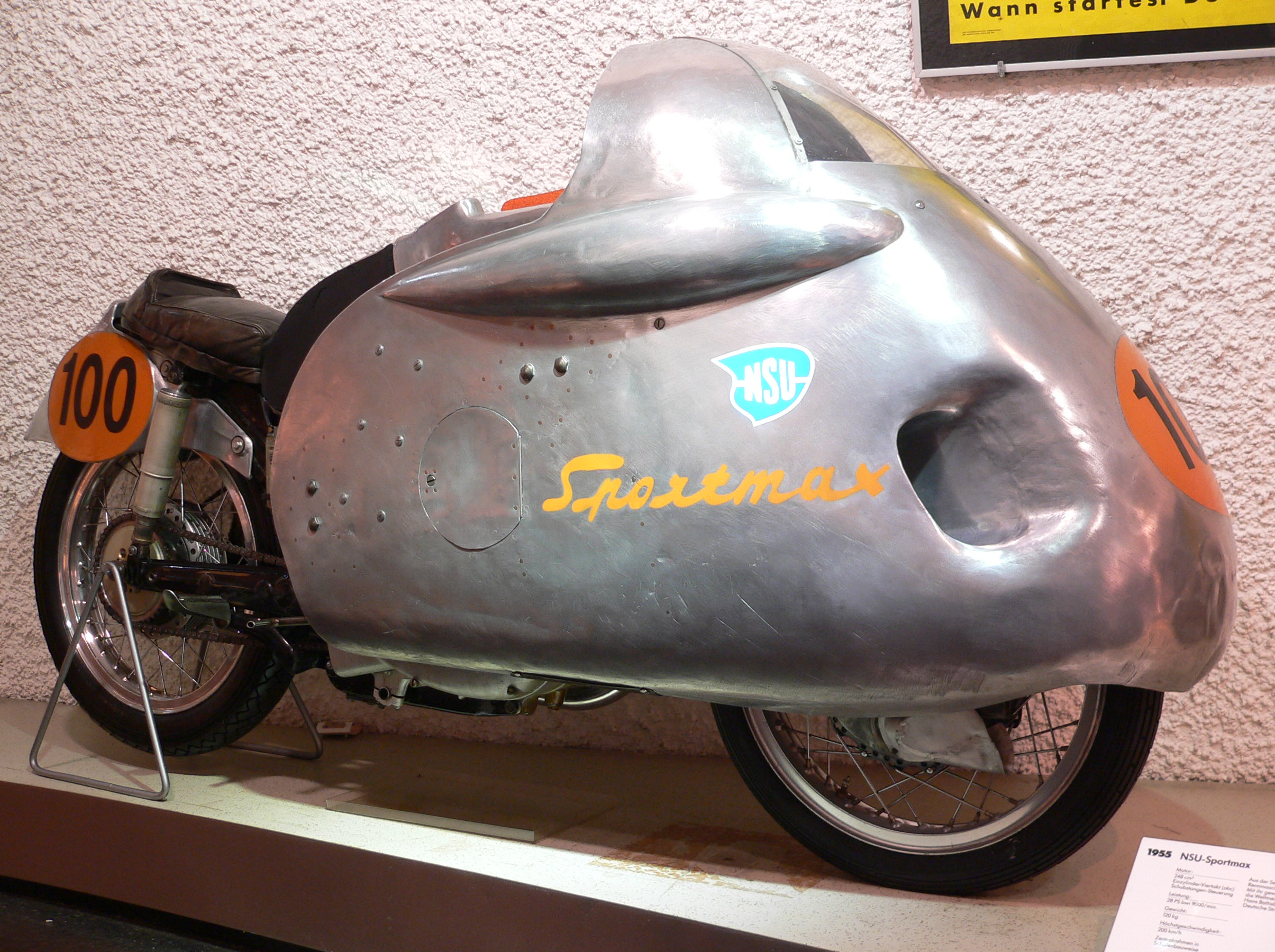
La NSU Sportmax con cui Müller conquistò il titolo mondiale della classe 250.

Prima della seconda guerra mondiale, dal 1937 si era dedicato anche alle corse automobilistiche della Formula Grand Prix, pilotando una Auto Union e conquistando l'edizione del 1939 del Gran Premio di Francia, nonché un secondo posto nel Gran Premio di Germania dello stesso anno, risultati che gli avrebbero consentito di aggiudicarsi il Campionato europeo di automobilismo 1939, a quei tempi vero e proprio antesignano della Formula 1, se il campionato non fosse stato sospeso per il sopraggiungere della seconda guerra mondiale.
Durante la seconda guerra mondiale, pur essendo un ufficiale della Luftwaffe non volò mai, lavorando invece in un'industria aeronautica a Łódź; nel 1945 scontò un periodo di lavori forzati alla fabbrica Auto Union di Chemnitz (in quel momento in Germania Est); una volta tornato in Germania Ovest e alla ripresa delle competizioni dopo il conflitto, ritornò alle gare su pista alla guida di una DKW, conquistando altri quattro titoli nazionali tedeschi tra il 1947 e il 1951.
Gareggiò poi nel Motomondiale, in varie classi fino al termine della stagione vittoriosa del 1955.
Dopo la conquista del titolo iridato all'età di oltre 45 anni e la conquista di alcuni record di velocità terrestre nelle piccole cilindrate motociclistiche sul Bonneville Speedway (nel 1956), si ritirò dall'agonismo attivo e ritornò a lavorare per la Auto Union a Ingolstadt, città dove morì, dopo lunga malattia, nel 1975.

## Risultati nel motomondiale

### Classe 125
| 1952 | Classe | Moto    |    |   |   |    |   |   |   |   |  | Punti | Pos. |
| ---- | ------ | ------- | -- | - | - | -- | - | - | - | - |  | ----- | ---- |
| 1952 | 125    | Mondial | NE | - | - | NE | - | - | - | 5 |  | 2     | 15º  |

| 1954 | Classe | Moto |    |     |   |    |   |   |    |  |   | Punti | Pos. |
| ---- | ------ | ---- | -- | --- | - | -- | - | - | -- |  | - | ----- | ---- |
| 1954 | 125    | NSU  | NE | Rit | 2 | NE | 2 | 4 | NE |  | - | 15    | 3º   |

| Legenda | 1º posto        | 2º posto            | 3º posto            | A punti      | Senza punti        | Grassetto – Pole position Corsivo – Giro più veloce |
| Legenda | Gara non valida | Non qual./Non part. | Ritirato/Non class. | Squalificato | '-' Dato non disp. | Grassetto – Pole position Corsivo – Giro più veloce |

### Classe 250
| 1954 | Classe | Moto |   |   |   |    |   |    |   |  |    | Punti | Pos. |
| ---- | ------ | ---- | - | - | - | -- | - | -- | - |  | -- | ----- | ---- |
| 1954 | 250    | NSU  | 2 | 4 | 3 | NE | 5 | 14 | 3 |  | NE | 17    | 3º   |

| 1955 | Classe | Moto |    |    |   |   |    |   |   |   |  | Punti | Pos. |
| ---- | ------ | ---- | -- | -- | - | - | -- | - | - | - |  | ----- | ---- |
| 1955 | 250    | NSU  | NE | NE | 3 | 1 | NE | 3 | 6 | 4 |  | 19    | 1º   |

| Legenda | 1º posto        | 2º posto            | 3º posto            | A punti      | Senza punti        | Grassetto – Pole position Corsivo – Giro più veloce |
| Legenda | Gara non valida | Non qual./Non part. | Ritirato/Non class. | Squalificato | '-' Dato non disp. | Grassetto – Pole position Corsivo – Giro più veloce |

### Classe 350
| 1953 | Classe | Moto  |  |  |  |    |  |  |   |   |    | Punti | Pos. |
| ---- | ------ | ----- |  |  |  | -- |  |  | - | - | -- | ----- | ---- |
| 1953 | 350    | Horex |  |  |  | NE |  |  | 7 | 7 | NE | 0     |      |

| Legenda | 1º posto        | 2º posto            | 3º posto            | A punti      | Senza punti        | Grassetto – Pole position Corsivo – Giro più veloce |
| Legenda | Gara non valida | Non qual./Non part. | Ritirato/Non class. | Squalificato | '-' Dato non disp. | Grassetto – Pole position Corsivo – Giro più veloce |

### Classe 500
| 1953 | Classe | Moto      |  |  |  |    |  |  |     |   |  | Punti | Pos. |
| ---- | ------ | --------- |  |  |  | -- |  |  | --- | - |  | ----- | ---- |
| 1953 | 500    | MV Agusta |  |  |  | NE |  |  | Rit | 6 |  | 1     | 17º  |

| Legenda | 1º posto        | 2º posto            | 3º posto            | A punti      | Senza punti        | Grassetto – Pole position Corsivo – Giro più veloce |
| Legenda | Gara non valida | Non qual./Non part. | Ritirato/Non class. | Squalificato | '-' Dato non disp. | Grassetto – Pole position Corsivo – Giro più veloce |